# Malicorne-sur-Sarthe
Malicorne-sur-Sarthe – miejscowość i gmina we Francji, w regionie Kraj Loary, w departamencie Sarthe.
Według danych na rok 1990 gminę zamieszkiwało 1 659 osób, a gęstość zaludnienia wynosiła 110 osób/km² (wśród 1504 gmin Kraju Loary, Malicorne-sur-Sarthe plasuje się na 371. miejscu pod względem liczby ludności, natomiast pod względem powierzchni na miejscu 773.).